# Soto, Curaçao
Soto är en ort i Curaçao. Den ligger i den nordvästra delen av landet, 25 km nordväst om huvudstaden Willemstad. Antalet invånare är 2 233.